# Qandyaghasch
Qandyaghasch (kasachisch Қандыағаш; russisch Кандыагаш Kandyagasch) ist eine Stadt im nordwestlichen Kasachstan.

## Geografische Lage
Qandyaghasch liegt im Gebiet Aqtöbe.

## Bevölkerung
Bei der Volkszählung 1999 hatte Qandyaghasch 25.553 Einwohner. Die Volkszählung 2009 ergab für den Ort eine Einwohnerzahl von 29.169. Bei der letzten Volkszählung 2021 lebten 34.898 Menschen in Qandyaghasch. Die Fortschreibung der Bevölkerungszahl ergab zum 1. Januar 2025 eine Einwohnerzahl von 35.555.
| Einwohnerentwicklung               | Einwohnerentwicklung | Einwohnerentwicklung | Einwohnerentwicklung | Einwohnerentwicklung | Einwohnerentwicklung | Einwohnerentwicklung |
| ---------------------------------- | -------------------- | -------------------- | -------------------- | -------------------- | -------------------- | -------------------- |
| 1959                               | 1970                 | 1979                 | 1989                 | 1999                 | 2009                 | 2021                 |
| 8.384                              | 9.475                | 11.047               | 26.691               | 25.553               | 29.169               | 34.898               |
| Anmerkung: Volkszählungsergebnisse |                      |                      |                      |                      |                      |                      |

## Geschichte
Der Ort bekam 1967 die Stadtrechte verliehen und hieß bis 1997 Oktjabrsk (Октябрьск).

## Verkehr
Qandyaghasch liegt an der Trans-Aral-Eisenbahn und der Bahnstrecke Atyrau-Orsk. Durch die Stadt verläuft die Fernstraße A27. Hier beginnt auch die A26.

## Söhne und Töchter der Stadt
- Nurlan Noghajew (* 1967), Politiker